# Дом с паранормальными явлениями
«Дом с паранормальными явлениями» (англ. A Haunted House) — американская комедия режиссёра Майкла Тиддеса по сценарию Марлона Уайанса и Рика Альвареза, пародирующая известные псевдодокументальные фильмы ужасов. Премьера состоялась 17 января 2013 года.

## Сюжет
Малкольм приглашает жить к себе в дом свою девушку Кишу. Всё происходящее Малкольм записывает на камеру.
С приездом Киши в доме начинают происходить очень странные вещи: кружки падают со стола, двери по ночам сами по себе то открываются, то закрываются. Киша считает, что в доме появился призрак, но Малкольм не верит в это и только подкалывает свою подругу.
Киша приглашает в дом «охотников за привидениями». Те устанавливают по всему дому камеры. Ночью Киша начинает странно вести себя: сначала она танцует полночи, потом стоит над постелью Малкольма, съедает сырое мясо и запивает молоком, надевает костюмы призраков и женщины-кошки. Малкольм, проснувшись, записывает всё это, а наутро показывает Кише.
Киша приглашает домой экстрасенса, который ничем не помогает, но оказывает знаки внимания Малкольму. Позже Киша признаётся, что в детстве продала душу дьяволу за новые туфельки. Когда ночью Киша спит, она начинает слышать странные звуки в другой комнате, а на утро обнаруживает, что прах её отца рассыпан, журнальный столик сломан, а на полу лежат экскременты. Неожиданно для Киши, ранее подкалывавший её Малкольм говорит, что он верит в призрака, но когда Киша просматривает видеозаписи, она видит, что это Малкольм, будучи пьяными, ночью рассыпал прах отца Киши, сломал столик, когда упал, нагадил на пол и подтёрся занавеской.
Они пытаются не обращать внимание на призрака, а призрак устраивает в доме полный хаос. Ночью Малкольм и Киша снимают стресс тем, что курят травку. Затем к ним присоединяется и призрак. Вся троица весело проводит время. В следующие две ночи призрак занимается сексом с обоими: в первую ночь с Кишей, а во вторую анальным сексом с Малкольмом. В следующую ночь призрак овладевает Кишей, пока Малкольм слушает музыку в наушниках.
На следующее утро Малкольм замечает странности в поведении Кишы: она пылесосит занавески, гуляет с мёртвой собакой. Малкольм вызывает всех: «охотников за привидениями», экстрасенса-гомосексуала и священника, недавно освободившегося из мест лишения свободы. Ночью команда начинает сражаться с демоном, который овладел Кишей. Киша спускается в подвал, где её избивает вся команда, и вроде бы демон уходит из дома Малкольма.
Киша просыпается, уходит в другую комнату. Раздается её крик, на который бежит Малкольм. Потом зритель видит, как Малкольм лежит без сознания, а сзади к нему подползает Киша. Она нюхает его и влетает в камеру с демоническим лицом. Начинаются титры, но потом фильм снова продолжается: Малкольм все так же лежит без сознания, но тут же вскакивает и радуется, что Киша его не убила, а ушла. Вдруг дверь позади Малкольма открывается, в проеме видна Киша. Малкольм с тревогой спрашивает: «Она стоит сзади меня?»
Киша врывается, утаскивает его, дверь закрывается.

## В ролях
| Актёр                 | Роль                        |
| --------------------- | --------------------------- |
| Марлон Уайанс         | Малкольм                    |
| Эссенс Аткинс         | Киша                        |
| Седрик «Развлекатель» | Отец Дак                    |
| Ник Свардсон          | Экстрасенс Чип              |
| Дэвид Кекнер          | Охотник за привидениями Дэн |
| Дэйв Шеридан          | Охотник за привидениями Боб |
| Марлен Форте          | Роуз                        |
| Аланна Юбак           | Дженни                      |
| Эндрю Дэйли           | Стив                        |
| Эффион Крокетт        | Рэй-Рэй                     |

## Отзывы
На сайте Rotten Tomatoes положительные рецензии составили всего лишь 9 % с рейтингом 2,9 балла из 10, на основании 53 рецензий критиков. Критический консенсус сайта гласит: «Дом с привидениями стремится оскорбить все чувства, но его величайший грех: он не смешной!».
На сайте Metacritic фильм набрал 20 баллов из 100, на основании 16 отзывов с указанием «в целом неблагоприятные отзывы».
Зрители, опрошенные CinemaScore, дали фильму средний балл B– по шкале от A+ до F.
Ник Свардсон был номинирован на премию «Золотая малина», в номинации: «Худший актер второго плана».